# Natural Color System
Pour les articles homonymes, voir NCS.

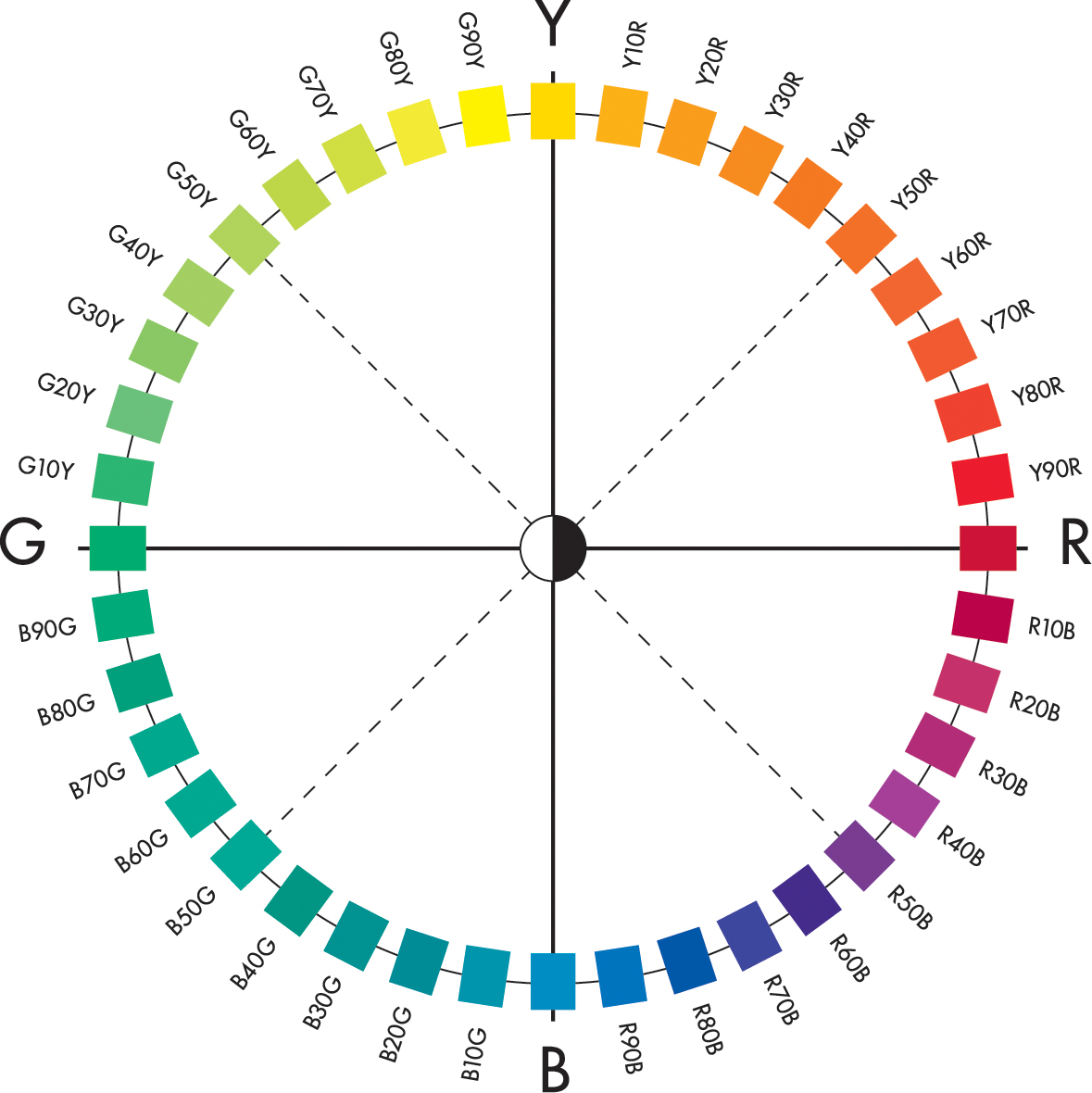
Majeur partie des couleurs souvent utilisées

Le Natural Color System ou NCS est un système de classification des couleurs inventé par le Scandinavian Colour Institue AB dont le siège est à Stockholm.
Ce système est représenté dans 19 pays et constitue la norme de référence pour la désignation des couleurs en Suède (norme depuis 1979), Norvège (norme depuis 1984) et Espagne (norme depuis 1994).

## Codage des couleurs
Le codage des couleurs NCS se décompose en trois parties :
- La teneur en noir.
- La saturation.
- La recherche de la teinte.

### Le noir
La teneur en noir est le pourcentage (par pas de 10) de noir qu'il faut ajouter à la teinte pour la rendre plus sombre. Cette teneur s'exprime par deux chiffres placés en tête du codage : NNss-t

### La saturation
La saturation exprimée en pourcentage par pas de 10 est la valeur qui exprime la 'force' de la teinte. Cette valeur est placée en deuxième position : nnSS-t
Exemple : La couleur 'S 3020-R70B' est légèrement foncée (30 % de noir), assez pâle (20 % de saturation) dans une teinte bleu lavande (70 % de bleu).

### La teinte
La teinte est un code de deux chiffres correspondant au pourcentage du mélange entre deux couleurs fondamentales avec R pour rouge, Y pour jaune, G pour vert, B pour bleu. Ce code est placé en dernière position : nnss-T
On ne peut pas composer une couleur par mélange de deux teintes complémentaires donc les seules quatre combinaisons possibles sont  RxxB, GxxY, BxxG et YxxR.
Exemple : R30B est la teinte qui comprend 70 % de rouge et 30 % de bleu.

### Cas particuliers
- Le préfixe 'S' permet d'identifier les codages présents dans l'atlas de la seconde édition des codages NCS par rapport à la première édition.

- La notation numérique permet de coder toute couleur visible même non référencée dans l'atlas. Par exemple, 6725-G23Y qui désigne une couleur intermédiaire entre les triangles G20Y et G25Y. Dans ce cas le préfixe "S" n'est pas utilisé.

- Pour le codage des couleurs primaires et de leurs tonalité seul le code de la teinte primaire est utilisé : S 2060-G qui désigne un vert clair moyennement saturé

- Pour le codage des couleurs achromiques (les gris). le suffixe '-N' est placé en lieu et place du codage de la teinte. Exemple: S 0500-N désigne un blanc, S 1000-N un gris très pâle, le noir classique étant le S 9000-N.